# Chi Mèo
Chi Mèo (Felis) là một chi động vật có vú nằm trong Họ Mèo gồm các loài mèo kích thước nhỏ và vừa hầu hết có nguồn gốc từ châu Phi và phía nam vĩ độ 60 ° ở châu Âu và châu Á đến Bán đảo Đông Dương. Chi này bao gồm mèo nhà cùng một số loài mèo rừng có quan hệ gần gũi nhất với mèo nhà. Mèo rừng phân bổ rộng rãi ở Châu Âu, miền Trung Á, Nam Á và Châu Phi; còn mèo nhà thì đã được phổ biến trên toàn thế giới.
Loài thuộc Chi Mèo nhỏ nhất là mèo chân đen với đầu và thân dài từ 38 đến 42 cm (15 đến 17 in). Lớn nhất là mèo ri với đầu và thân dài từ 62 đến 76 cm (24 đến 30 in). Chúng sinh sống ở nhiều loại vùng sinh thái khác nhau, từ đầm lầy cho đến hoang mạc, và thường ăn các loài gặm nhấm nhỏ, chim và nhiều loại động vật nhỏ khác - tùy vào nguồn thức ăn nơi sinh sống.
Các nghiên cứu về di truyền chỉ ra rằng các chi trong Phân họ Felinae: Felis, Otocolobus và Prionailurus đã chuyển hướng từ một loài tổ tiên từ Á-Âu của Họ Mèo khoảng 6,2 triệu năm trước, và các loài trong Chi Mèo tách ra từ 3.04 đến 0,99 triệu năm trước.

## Phân loài
Hiện nay chi Mèo được cho là bao hàm 7 loài còn sống, mặc dù một số ý kiến cho rằng mèo nhà, mèo rừng châu Phi và mèo núi Trung Hoa được xem là các phân loài của mèo rừng châu Âu F. silvestris.
| Loài                                                                       | Hình ảnh    | Tình trạng bảo tồn và khu vực phân bố    |
| -------------------------------------------------------------------------- | ----------- | ---------------------------------------- |
| Mèo nhà (F. catus) Linnaeus, 1758                                          | không khung | Không được đánh giá (NE) (toàn thế giới) |
| Mèo rừng châu Âu (F. silvestris) Schreber, 1777 diverged 1.62 to 0.59 Mya  | không khung | Ít quan tâm (LC)                         |
| Mèo ri (F. chaus) Schreber, 1777 diverged 4.88 to 2.41 Mya                 | không khung | Ít quan tâm (LC)                         |
| Mèo rừng châu Phi (F. lybica) Forster, 1780 diverged 1.86 to 0.72 Mya      | không khung | Ít quan tâm (LC)                         |
| Mèo chân đen (F. nigripes) Burchell, 1824 diverged 4.44 to 2.16 Mya        | không khung | Sẽ nguy cấp (VU)                         |
| Mèo cát (F. margarita) Loche, 1858 diverged 3.67 to 1.72 Mya               | không khung | Ít quan tâm (LC)                         |
| Mèo núi Trung Hoa (F. bieti) Milne-Edwards, 1892 diverged 1.86 to 0.72 Mya | không khung | Sẽ nguy cấp (VU)                         |

Bản thân việc phân loài và sắp xếp các thành viên thuộc chi Mèo và họ Mèo đã trải qua nhiều thay đổi, có những lúc gần như toàn bộ các loài thuộc họ Mèo đều được xếp vào chi Mèo.

Một con mèo chân đen ở Nam Phi

Chi Mèo bao hàm phần lớn các giống mèo nhỏ hiện nay và đã từng có thời gian chứa rất nhiều loài. Vào năm 1951 nhà tự nhiên học Reginald Innes Pocock nhận diện 40 "loài" mèo thật ra chỉ là những phân loài nằm trong loài mèo rừng Felis silvestris, vì thế số loài trong chi này giảm đi rõ rệt. Hiện nay, khá ít các phân loài trong số ấy được công nhận là riêng biệt, trong khi nhiều loài "mèo nhỏ" khác đã được xếp vào các chi riêng, tỉ như chi Gấm hay Mèo hổ (Leopardus), chi báo sư tử (Puma).
Mèo Pallas hay mèo Manul có một "lịch sử" phân loài phức tạp hơn. Chi mèo này về sau bị chia thành nhiều chi nhỏ hơn, dẫn đến việc hiện nay mèo Pallas là đại diện duy nhất của chi Otocolobus. Tuy nhiên vào cuối thế kỉ 20 mèo Pallas lại bị coi là có quan hệ họ hàng gần gũi với các loài thuộc chi Mèo và thế là được xếp vào chi này. Cuối cùng, các nghiên cứu gần đây cho thấy mèo Pallas có quan hệ họ hàng gần với cả chi Mèo báo hay mèo cá (Prionailurus), và thế là chi Otocolobus lại được khôi phục như cũ.